# آنجلا فینوکیارو
آنجلا فینوکیارو (ایتالیایی: Angela Finocchiaro؛ زادهٔ ۲۰ نوامبر ۱۹۵۵) یک هنرپیشه اهل ایتالیا است.
از فیلم‌ها یا برنامه‌های تلویزیونی که وی در آن نقش داشته است، می‌توان به برداشت نخست خوب، برادرم تنها فرزند است، راتاتاپلان، کاپوت موندی، حرکت نکن و سرانجام، منزل اشاره کرد.
فینوکیارو در سال ۲۰۰۶ برنده جایزه انجمن ملی فیلم ایتالیا بهترین بازیگر نقش مکمل زن شده است.